# Шалдар (городище)
Шалдар (Шалдарское) — городище VIII—Х веков в Байдибекском районе Туркестанской области Казахстана, в 5 км к северо-востоку от села Шалдар, на правом берегу реки Бугунь. Входит в список памятников истории и культуры местного значения Туркестанской области. Открыто экспедицией археологического отряда Чимкентского педагогического института (Николай Подушкин) в 1980 году.

## Описание
Городище в плане состоит из двух частей: бугра и прилегающей к нему с юго-запада площадки. Бугор подквадратной формы, с длиной сторон по основанию 60×60 м, высотой 5,5—6 м. Верхняя площадка его слегка понижена. Прилегающая площадка по форме квадратная (длина сторон север — юг — 105 м, запад — восток — 110 м, средняя высота 3—3,5 м). Городище опоясано валом и рвом. Ширина рва колеблется в пределах 20——25 м, вал имеет расплывчатые очертания, средняя ширина 12—16 м. Верхний культурный слой памятника потревожен современными захоронениями. Подъёмная керамика — фрагменты сосудов хозяйственно-бытового назначения в виде венчиков, ручек, боковин от хумов, водоносных кувшинов; части глиняного столика (дастархана) и фрагменты поливных пиал, чаш. Керамика декорирована ангобом, штампованными розетками, прочерченными горизонтальными линиями и бело-коричневой поливой караханидского времени.